# آراز اوزبیلیس
آراز اوزبیلیس (ارمنی: Արազ Օզբիլիս؛ زادهٔ ۹ مارس ۱۹۹۰) یک بازیکن فوتبال در پست هافبک اهل ارمنستان است.

## باشگاهی
از باشگاه‌هایی که در آن بازی کرده‌است می‌توان به آژاکس آمستردام، اسپارتاک مسکو، باشگاه فوتبال کوبان کراسنودر، باشگاه فوتبال بشیکتاش و رایو وایکانو، شریف تیراسپول، ویلم دوم و پیونیک اشاره کرد.

## تیم ملی
وی همچنین در تیم ملی فوتبال ارمنستان بازی کرده‌است. اوزبیلیس نخستین بازی ملی خود را که یک بازی دوستانه بود در تاریخ ۲۹ فوریه ۲۰۱۲ در مقابل کانادا انجام داده‌است.

### گل‌های زده ملی
| شماره | تاریخ          | ورزشگاه                          | مقابل     | گل زده | نتیجه | رقابت                                        |
| ----- | -------------- | -------------------------------- | --------- | ------ | ----- | -------------------------------------------- |
| ۱.    | ۲۹ فوریه ۲۰۱۲  | ورزشگاه سیریو، لیماسول، قبرس     | کانادا    | ۳–۱    | ۳–۱   | بازی دوستانه                                 |
| ۲.    | ۱۴ نوامبر ۲۰۱۲ | ورزشگاه جمهوری، ایروان، ارمنستان | لیتوانی   | ۴–۱    | ۴–۲   | بازی دوستانه                                 |
| ۳.    | ۱۱ ژوئن ۲۰۱۳   | ورزشگاه پارکن، کپنهاگ، دانمارک   | دانمارک   | ۲–۰    | ۴–۰   | مقدماتی جام جهانی فوتبال ۲۰۱۴ (گروه B اروپا) |
| ۴.    | ۱۱ اکتبر ۲۰۱۳  | ورزشگاه جمهوری، ایروان، ارمنستان | بلغارستان | ۱–۰    | ۲–۱   | مقدماتی جام جهانی فوتبال ۲۰۱۴ (گروه B اروپا) |
| ۵.    | ۲۶ مارس ۲۰۱۷   | ورزشگاه جمهوری، ایروان، ارمنستان | قزاقستان  | ۱–۰    | ۲–۰   | 2018 FIFA World Cup qualification            |
| ۶.    | ۹ نوامبر ۲۰۱۷  | ورزشگاه جمهوری، ایروان، ارمنستان | بلاروس    | ۱–۰    | ۴–۱   | دوستانه                                      |

## افتخارات

### باشگاهی
آژاکس آمستردام
- لیگ برتر فوتبال هلند (۲): ۲۰۱۰–۱۱, ۲۰۱۱–۱۲

### فردی
- آژاکس آمستردام Talent of the Future (۱): ۲۰۰۹